# Paraphrixothrix ecuadoranus
Paraphrixothrix ecuadoranus is een keversoort uit de familie Phengodidae. De wetenschappelijke naam van de soort is voor het eerst geldig gepubliceerd in 2010 door Zaragoza-Caballero.